# Лонтри (Вайоминг)
Лонтри (англ. Lonetree) — статистически обособленная местность, расположенная в округе Юинта (штат Вайоминг, США) с населением в 61 человек по статистическим данным переписи 2000 года.

## География
По данным Бюро переписи населения США, статистически обособленная местность Лонтри имеет общую площадь в 118,1 квадратных километров, водных ресурсов в черте населённого пункта не имеется.
Статистически обособленная местность Лонтри расположена на высоте 2303 метров над уровнем моря.

## Демография
По данным переписи населения 2000 года, в местности Лонтри проживал 61 человек, 15 семей, насчитывалось 16 домашних хозяйств и 25 жилых домов. Средняя плотность населения составляла около 0,5 человек на один квадратный километр. Расовый состав Лонтри по данным переписи был исключительно белым.
Из 16 домашних хозяйств в 50,0 % — воспитывали детей в возрасте до 18 лет, 81,3 % представляли собой совместно проживающие супружеские пары, в 6,3 % семей женщины проживали без мужей, 6,3 % не имели семей. от общего числа семей на момент переписи жили самостоятельно, при этом среди жителей в возрасте 65 лет отсутствовали одиночки. Средний размер домашнего хозяйства составил 3,81 человек, а средний размер семьи — 3,93 человек.
Население статистически обособленной местности по возрастному диапазону по данным переписи 2000 года распределилось следующим образом: 41,0 % — жители младше 18 лет, 11,5 % — между 18 и 24 годами, 19,7 % — от 25 до 44 лет, 14,8 % — от 45 до 64 лет и 13,1 % — в возрасте 65 лет и старше. Средний возраст жителей составил 23 года. На каждые 100 женщин в Лонтри приходилось 117,9 мужчин, при этом на каждые сто женщин 18 лет и старше приходилось 100,0 мужчин также старше 18 лет.
Средний доход на одно домашнее хозяйство в статистически обособленной местности составил 33 125 долларов США, а средний доход на одну семью — 33 125 долларов. При этом мужчины имели средний доход в 28 125 долларов США в год против 18 750 долларов среднегодового дохода у женщин. Доход на душу населения в статистически обособленной местности составил 8788 долларов в год. Все семьи Лонтри имели доход, превышающий уровень бедности, 8,6 % от всей численности населения находилось на момент переписи населения за чертой бедности, при том 13,2 % из них составляли жители младше 18 лет.